# Dialgaye
Dialgaye är ett departement i Burkina Faso.   Det ligger i provinsen Kouritenga och regionen Centre-Est, i den centrala delen av landet, 140 km öster om huvudstaden Ouagadougou.